# Келешть
Келешть, Келешті (рум. Călești) — село у повіті Горж в Румунії. Входить до складу комуни Стенешть.
Село розташоване на відстані 235 км на захід від Бухареста, 7 км на північ від Тиргу-Жіу, 96 км на північний захід від Крайови.

## Населення
За даними перепису населення 2002 року у селі проживали 262 особи, усі — румуни. Усі жителі села рідною мовою назвали румунську.